# Крма (сазвежђе)
Крма (лат. Puppis) је једно од 88 савремених сазвежђа. Део некадашњег сазвежђа Argo Navis (брода Арго), постала је посебно сазвежђе у 18. веку када је француски астроном Никола Луј де Лакај поделио ово сазвежђе на Крму, Једра и Прамац. Крма је највеће од ова три сазвежђа.

## Особине
Арго Навис је 1752. године поделио француски астроном Никола Луј де Лакај на три дела, укључујући Аргус. Упркос подели, Лакај је задржао један скуп Бајерових ознака за цело сазвежђе, Арго. Стога, Карина има α, β и ε, Вела има γ и δ, Пупис има ζ и тако даље. У 19. веку, ова три дела Арга су се успоставила као одвојена сазвежђа и формално су укључена на листу од 88 модерних IAU сазвежђа 1930. године.

## Звезде
Након поделе сазвежђа Argo Navis, звезде су задржале своје старе ознаке (алфа, бета...) тако да у Крми нема ни алфе ни бете, већ је најсјајнија звезда зета Крме (Наос, „брод“). Зета је настала у сазвежђу Једро и од свог настанка до данас је прешла пут од преко 400 светлосних година, а тренутно се налази на 1090 светлосних година од Сунца. У питању је плави суперџин О класе, површинске температуре 42 400 К, 790 000 пута веће луминозности од Сунца, привидне магнитуде 2,25.
Друга звезда по сјајности је пи Крме (Ахади, „која обећава“), која се налази у близини границе са сазвежђем Велики пас и најсјајнија је звезда отвореног јата Колиндер 135. Пи Крме је суперџин К класе, магнитуде 2,70.
Ро Крме (Туреис, „мали штит“) је трећа звезда по сјајности у овом сазвежђу, магнитуде 2,81. Ро Крме је жути џин који се тренутно налази у процесу преласка у субџина, а налази се на око 63 светлосне године од Сунца. Једна је од најсјајнијих променљивих звезда типа Delta Scuti.

## Објекти дубоког неба
Како кроз Крму пролази Млечни пут, у њој се налази већи број занимљивих звезданих јата.
М93 је отворено звездано јато које се налази на око 3600 светлосних година од Сунца а има 20 - 24 светлосних година у пречнику. Старост јата је процењена на око 100 милиона година, а најсјајније звезде овог јата су плави џинови.
М46 је врло светло и велико отворено звездано јато у коме се налази планетарна маглина NGC 2438. Налази се на око 5500 светлосних година од Сунца. На само степен од М46, а на 1600 светлосних година од Сунца, се налази још једно отворено звездано јато — М47. Старост М47 се процењује на око 78 милиона година а садржи педесетак звезда.
Још једно отворено јато, NGC 2451, се налази у Крми. NGC 2451 садржи четрдесетак звезда и старо је око 36 милиона година, а налази се на око 850 светлосних година од Сунца.